# Sukoišan
Sukoišan ili Sukojišan nekadašnje je povijesno predgrađe, danas dio grada Splita u njegovom sjevernom dijelu između Ličke i Sukoišanske ulice. Na tom se području u srednjem vijeku nalazila crkvica sv. Kasijana (Sanctus Cassianus) po kojoj se čitav predjel nazivao ad sanctum Cassianum, što je zabilježeno u izvorima 1096. godine, a iz čega je izvedeno današnje ime tog predjela. Arheološka istraživanja još nisu ubicirala položaj te crkvice.
Danas se na području Sukoišana nalazi autobusni kolodvor i crkva Svete Obitelji Nazaretske. U sastavu je gradskog kotara Lovret.

## Vanjske poveznice
- Ana Kodrić-Ivelić: Toponimi romanskoga porijekla na splitskom poluotoku (hrv.)